# Wasilij Wasiuchno
Wasilij Grigorjewicz Wasiuchno, ros. Василий Григорьевич Васюхно (ur. 28 grudnia 1909?/10 stycznia 1910 w Gatczynie, zm. ?) – radziecki wojskowy (porucznik), dowódca plutonu ochrony sztabu Sił Zbrojnych Komitetu Wyzwolenia Narodów Rosji pod koniec II wojny światowej.

## Życiorys
W 1920 r. ukończył szkołę miejską. Pracował jako robotnik. 1 listopada 1932 r. został zmobilizowany do Armii Czerwonej. Służył w 20 Pułku Artylerii. 11 czerwca 1936 r. ukończył 1 leningradzką szkołę artyleryjską, po czym w stopniu podporucznika został dowódcą plutonu 16 Pułku Artylerii. W styczniu 1939 r. ukończył szkołę artyleryjską im. marszałka ZSRR Woroszyłowa w Orenburgu. Objął funkcję zastępcy dowódcy baterii 86 Pułku Artylerii. Następnie został szefem sztabu dywizjonu 248 Pułku Artylerii. 21 lutego 1940 r. awansował do stopnia porucznika. Wkrótce objął dowództwo dywizjonu macierzystego pułku. Na jego czele uczestniczył w końcowych działaniach wojny zimowej z Finlandią, za co odznaczono go Medalem „Za odwagę”. Latem 1941 r. dostał się do niewoli niemieckiej. Przebywał w różnych obozach jenieckich. Jesienią 1944 r. podjął decyzję o wstąpieniu do Sił Zbrojnych Komitetu Wyzwolenia Narodów Rosji. Od grudnia w stopniu porucznika dowodził plutonem ochrony sztabu Sił Zbrojnych KONR. 27 kwietnia poddał się Amerykanom. Dalsze jego losy są nieznane.